# Звис

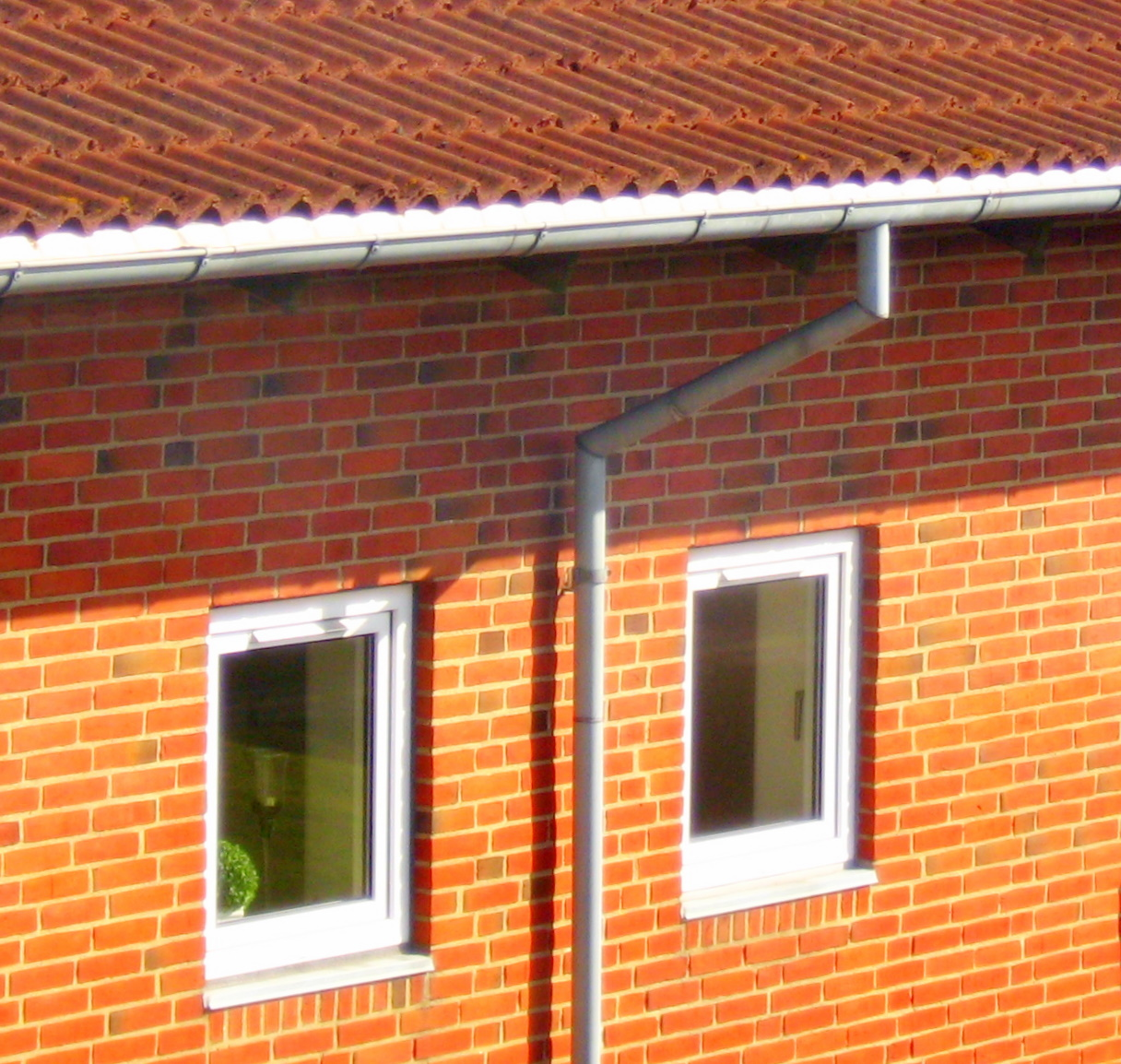
Виступ даху з ринвою

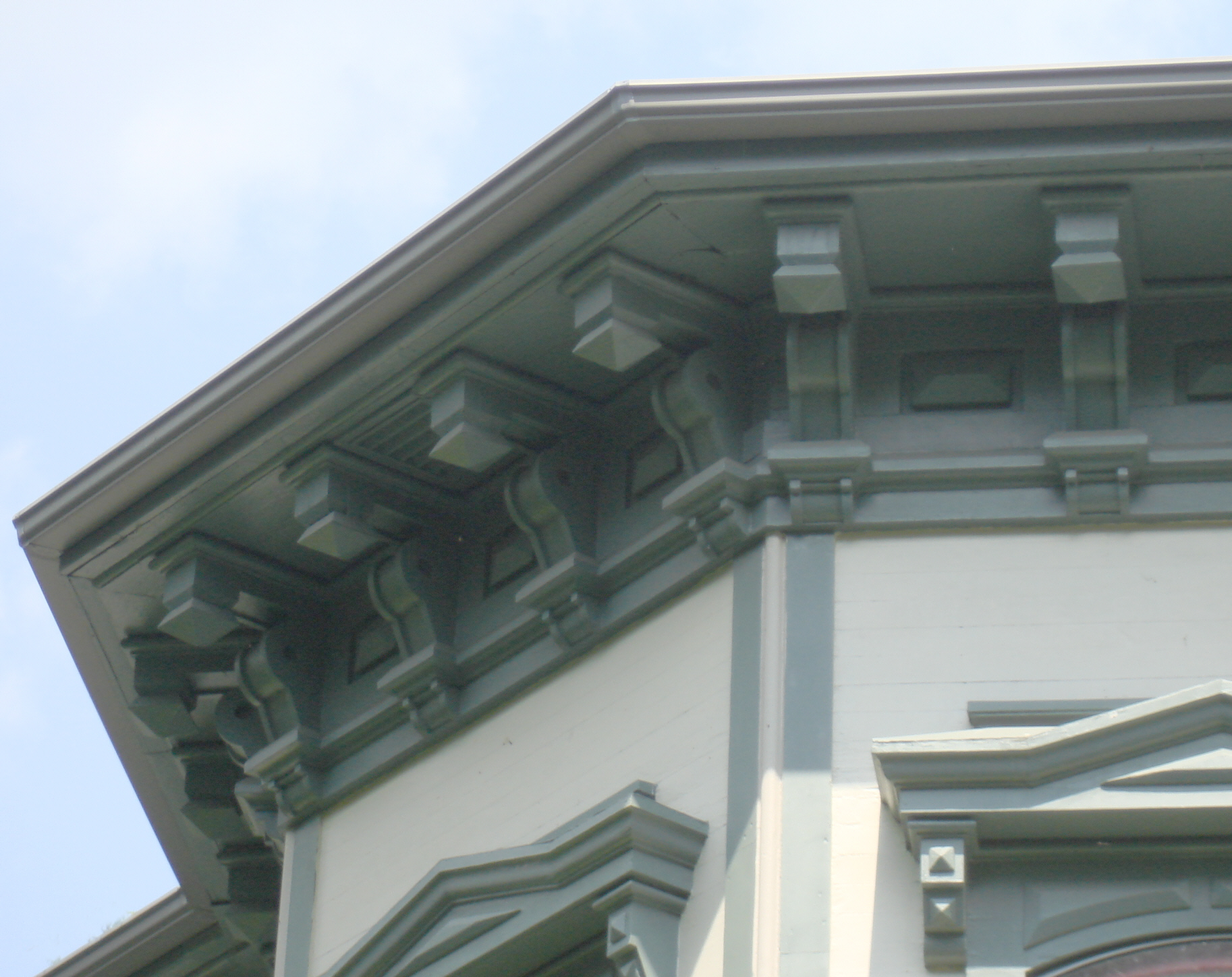
Виступ даху ззовні за стіни.

Виступ, карниз якої-небудь покрівлі,, звис (те, що виступає, нависає як продовження даху будівлі; піддашшя, навіс), карнизний і фронтонний звис. Виступ, звис, також в одному зі значень терміна піддашшя чи піддашку, піддашина — це частина даху, що виступає ззовні за стіни і нависає на ними. Основою виступу можуть бути нижні частини кроквяних ніг чи їхні нарощення — кобилки, або Т-подібні металеві оцинковані костилі і тд. У дерев'яних будинках спирається на випуски верхніх вінців зрубу, оперізує будівлю та повторює нахил і ритм даху, може також утворюватися повалами. Може бути утворений краєм дощатого настилу зі звисанням, нижній краєм солом'яної або очеретяної покрівлі, який звисає над стіною.
Під звисом влаштовується вузька стеля — софіт.
Нижній край солом'яної покрівлі, який звисає над стіною будівлі називали стріхою (цим словом зовуть і покрівлю будівлі, переважно солом'яну), острішками — нижній край солом'яної або очеретяної покрівлі, у діалектах — о́капами.